# Tadeusz Styka
Tadeusz Styka (ur. 12 kwietnia 1889 w Kielcach, zm. 11 września 1954 w Nowym Jorku) – polski malarz portrecista, członek artystycznego rodu Styków.

## Życiorys
Tadeusz był synem Jana Styki, pierwszym z piątki rodzeństwa – miał brata Adama i siostry: Marię, Zofię i Janinę. Artystyczne zdolności przejawiał już od najmłodszych lat, co sprawiło że bardzo wcześnie rozpoczął naukę u ojca.
Tadeusz nigdy nie odebrał klasycznej edukacji akademickiej, ponieważ jego ojciec nie popierał tak zinstytucjonalizowanego sposobu kształcenia, który mógł okazać się zgubny i bezcelowy dla młodego artysty. 
Pierwsze lekcje rysunku pobierał u ojca. Znany jest głównie z portretów znanych postaci pierwszej połowy XX w. (m.in. Poli Negri, Ignacego Paderewskiego, Enrica Carusa). Malował również sceny rodzajowe, religijne i symboliczne, akty i zwierzęta (szczególnie lwy). Często współpracował z bratem. Otrzymał francuską Legię Honorową. Zmarł w Nowym Jorku, pochowany jest obok ojca na cmentarzu Forest Lawn Memorial Park (Glendale) w Los Angeles.

## Życie prywatne

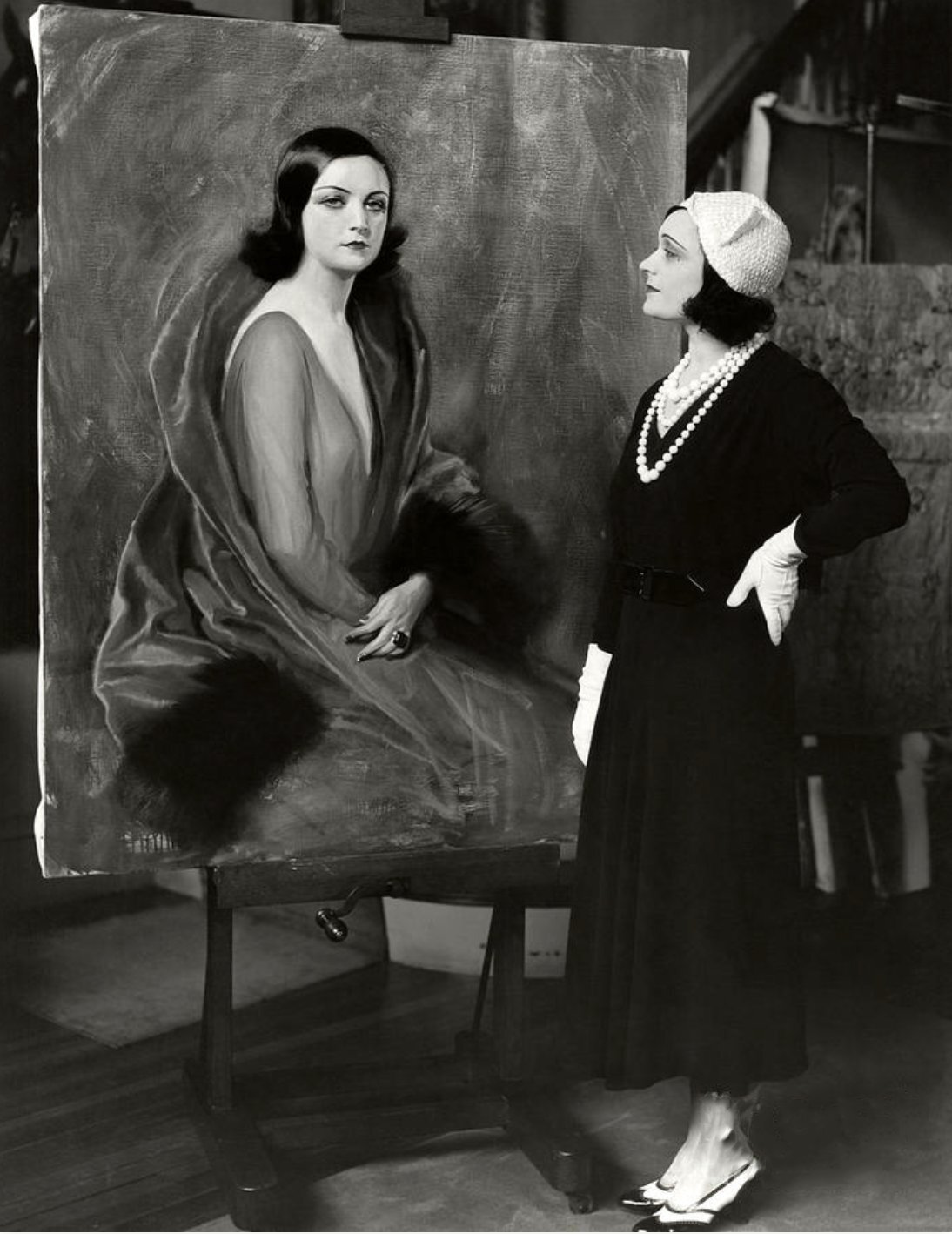
Pola Negri przed swoim portretem autorstwa Tadeusza Styki w jego atelier przy Central Park South w Nowym Jorku, ok. 1924

Na początku lat dwudziestych Tadeusz Styka wdał się w romans z Polą Negri, międzynarodową gwiazdą kina niemego. Związek nie trwał jednak długo, bo już w 1923 roku Apolonia zaręczyła się z Charliem Chaplinem. Pomimo rozstania para pozostawała w przyjaznych stosunkach. Artysta portretował aktorkę dwukrotnie – w zsuniętym do połowy pleców w futrze (1922, Muzeum Narodowe w Warszawie) oraz w szmaragdowej sukni (1924).
Na początku lat dwudziestych Tadeusz Styka zaprzyjaźnił się z Williamem Andrews Clarkiem - bogatym amerykańskim przedsiębiorcą i senatorem. Dzięki swojej pozycji społecznej i rozpoznawalności artysta stał się portrecistą jego rodziny. Często przebywał w ich posiadłości w Santa Barbara w Kalifornii i w nowojorskim apartamencie.
Córka Williama, Huguette Marcelle, przejawiała talent artystyczny, więc w wieku osiemnastu lat została uczennicą Styki. Nauka malarstwa odbywała się głównie w Nowym Jorku, gdzie mieścił się niejako drugi dom Clarków oraz pracownia artysty.

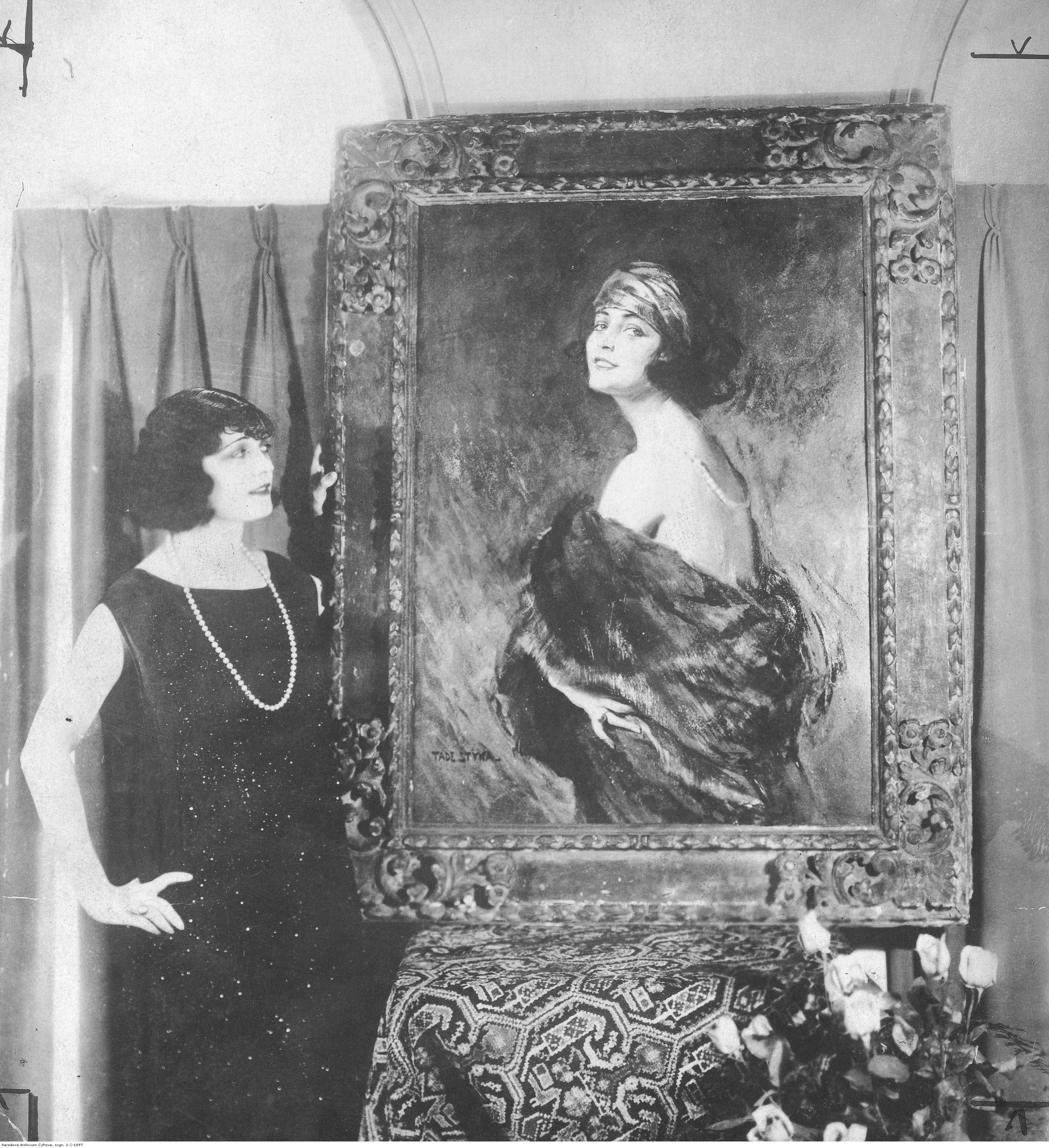
Pola Negri przy swoim portrecie autorstwa Tadeusza Styki, najprawdopodobniej w chwili darowania dzieła Zachęcie Sztuk Pięknych w Warszawie, ok. 1930

Tadeusz przez lata znajomości namalował wiele portretów podopiecznej. Z czasem członkowie rodziny Clark zaczęli podejrzewać, że Huguette może być zakochana w swoim starszym o niemal dwadzieścia lat nauczycielu – niewykluczone, że z wzajemnością. Prawdopodobnie dlatego też w grudniu 1927 roku ogłoszone zostały aranżowane zaręczyny Huguette z Williamem MacDonaldem Gowerem,. Mimo potencjalnego skandalu, którego wybuch udaremniono, Styka wciąż pełnił funkcję malarza rodu Clarków. 
Huguette i Tadeusz pozostawali bliskimi przyjaciółmi przez długie lata. Jej relacje ze Styką i jego żoną Doris były na tyle bliskie, że została ona matką chrzestną ich córki Wandy. Po śmierci Tadeusza w 1954 roku pomagała finansowo Doris i Wandzie, dokładając się chociażby do edukacji chrześniaczki.
Około 1929 roku Tadeusz Styka związał się z młodą brodwayowską aktorką Jayne Manners (właśc. Jane Oppermann, ur. 1908). Artystę i wschodzącą gwiazdę z pewnością połączyła bardzo bliska relacja, którą można wywnioskować z licznych, bardzo intymnych szkiców przedstawiających głównie nagą Jayne (lata 30. XX wieku). Najpiękniejszy portret aktorki jako uwodzicielskiej i tajemniczej femme fatale powstał na początku lat trzydziestych w Stanach Zjednoczonych. Najprawdopodobniej w drugiej połowie tej dekady, choć z niewiadomych przyczyn, obraz został zniszczony – dwa długie cięcia przeszyły twarz i dekolt przedstawionej, a ich układ wskazywał na celowe działanie. Niewykluczone, że sprawcą był sam autor dzieła. Powodem ataku mógł być burzliwy koniec romansu, o którym można jednak tylko spekulować. Pewne jest, że mimo rozstania parę łączyły bliskie stosunki przez kolejne długie lata, czego dowodem jest chociażby portret Jayne z około 1945 roku, podarowany modelce przez artystę.
O Doris E. Ford, którą Tadeusz poślubił w Stanach Zjednoczonych na początku lat czterdziestych, niewiele wiadomo. Jedna z nielicznych informacji na jej temat podaje, że mogła być modelką Styki. Małżeństwo doczekało się córki, Wandy Magdaleny, w 1943 roku.